# Jeri Ellsworth

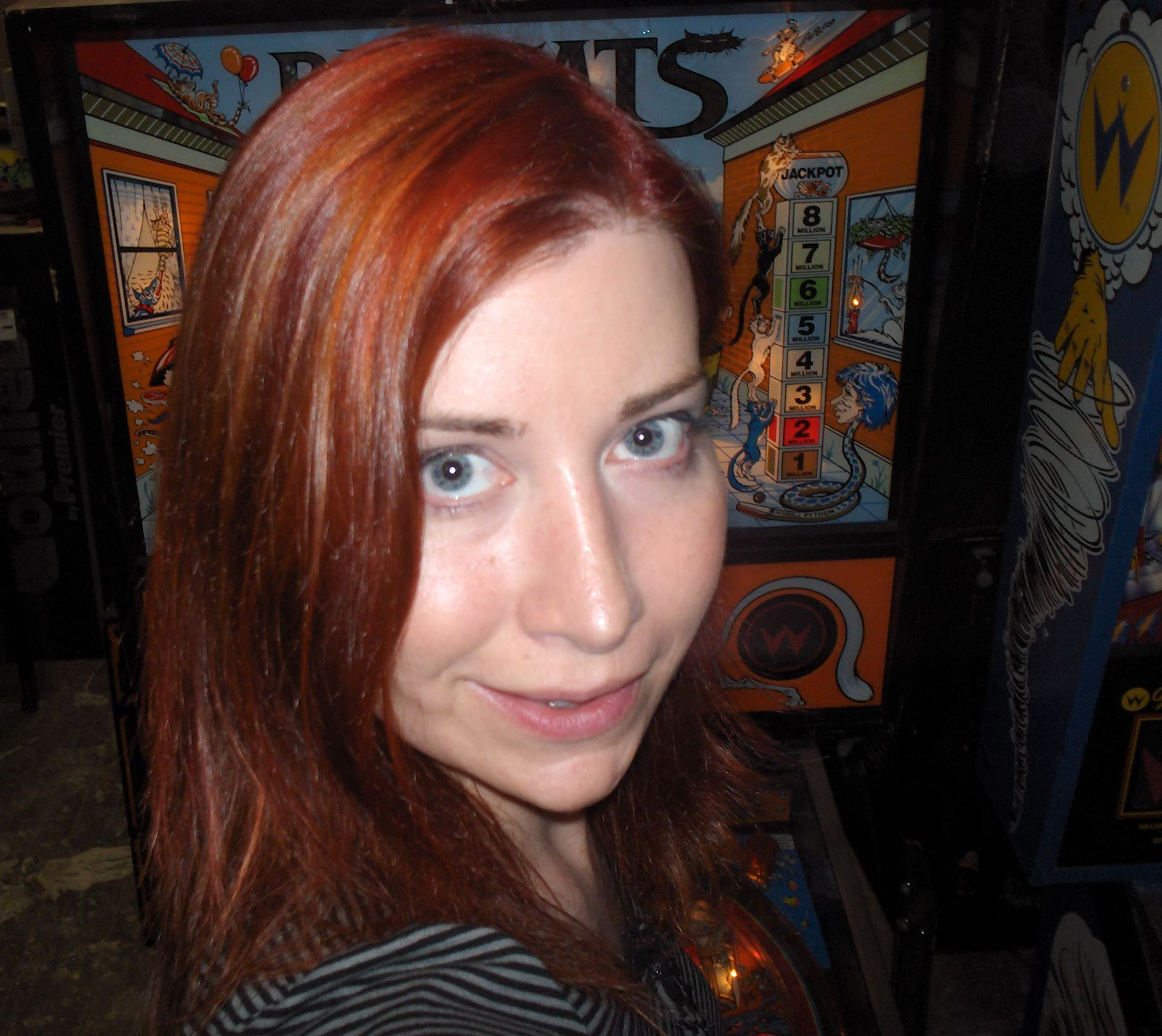
Jeri Ellsworth, 2008

Jeri Janet Ellsworth (* 1974 in Yamhill, Oregon, USA) ist eine amerikanische Unternehmerin, Computerchip-Designerin und Erfinderin. 2004 erlangte sie Bekanntheit, als sie ein komplettes Commodore-64-System auf einem Chip innerhalb eines Joysticks entwickelte, das C64 Direct-to-TV. Auf diesem „Computer in einem Joystick“ können 30 Videospiele aus den frühen 80er-Jahren gespielt werden; innerhalb eines Tages wurden in den USA 70.000 Exemplare über den Shopping-Sender QVC verkauft. Ellsworth lebt in Palo Alto und ist Präsidentin des Unternehmens Technical Illusions.

## Leben
Ellsworth wurde in Yamhill in Oregon geboren und wuchs in Dallas (Oregon) bei ihrem Vater, einem Tankstellenbesitzer, auf. Als Kind überredete sie ihren Vater, ihr einen Commodore-64-Computer zu geben, den eigentlich ihr Bruder bekommen sollte. Sie brachte sich selbst das Programmieren bei, indem sie die C64-Handbücher studierte. Während ihrer High-School-Zeit fuhr sie zusammen mit ihrem Vater Dirt-Track-Autorennen und begann in der Werkstatt ihres Vaters eigene Modelle zu entwickeln und zum Verkauf anzubieten. Sie brach die High School ab, um ihr eigenes Geschäft fortzusetzen.
Im Alter von 21 Jahren entschied sie sich 1995, das Rennauto-Geschäft hinter sich zu lassen, und gründete zunächst mit einer Freundin ein Computergeschäft, das sie nach einer Meinungsverschiedenheit verließ. Ihr nun gegründetes Konkurrenzunternehmen „Computers Made Easy“, ein Geschäft für Computer-Equipment, wuchs zu einer Kette mit vier Niederlassungen in verschiedenen Städten Oregons. Im Jahr 2000 verkaufte sie die Kette, zog nach Walla Walla in Washington, um dort am College Schaltungsdesign zu studieren. Dieses Studium brach sie jedoch nach einem Jahr ab.
2000 nahm Ellsworth erstmals an einer Commodore-Ausstellung teil und stellte dort ihren Prototyp einer Video-Erweiterung für den C64 vor. Aus diesem Projekt heraus entstanden der CommodoreOne (C-One) und das C64 Direct-to-TV. Sie entwickelte Computerschaltkreise, die die Funktionsweisen des Commodore 64, also ihres ersten Computers, imitierten. 2002 entwickelte sie den Chip, der im C-One als Nachahmung des Commodore 64 Verwendung fand, der aber auch andere Home-Computer der frühen 80er-Jahre wie den Commodore VIC-20 und den Sinclair ZX81 imitierte. Nachdem Ellsworth und ihr Co-Entwickler den C-One bei einer Tech-Konferenz präsentiert hatten, wurde ihr eine Stelle bei Mammoth Toys angeboten. Sie wurde dort eingestellt, um den „Computer in einem Chip“ für den Commodore imitierenden Joystick zu entwickeln. Sie startete das Projekt im Juni 2004 – bis Weihnachten war es verkaufsbereit. Mehr als eine halbe Million Exemplare wurden in den USA und Europa verkauft. Im Jahr 2010 ernannte das Lifehacker Magazin sie zum „MacGyver“ des Tages.
Ellsworth trug wesentlich zur Entwicklung von DIY-Transistor-Prototypen und Dickschicht-Fabrikaten elektrolumineszierender Displays aus Haushaltschemikalien bei. Am 3. Dezember 2010 veröffentlichte Ellsworth die Bauanleitung eines TSA-Körperscanners auf Basis zweckentfremdeter Teile von Satellitenantennen. Ellsworth publizierte online diverse Technikartikel zu verschiedenen Themengebieten wie selbstgebaute Halbleiter (2009), selbstgemachte Elektrolumineszenzdisplays (2010) und elektrolumineszierende Phosphorbauteile mit handelsüblichen Bestandteilen und transparente Leiterplatten ohne Verwendung von teurem indiumzinnoxidummanteltem Glas. Ellsworth war Hauptrednerin der Embedded Systems Conference 2011.
Im Frühjahr 2012 wurde Ellsworth von der Valve Corporation (zusammen mit weiteren angesehenen Hardwarehackern) angeheuert, um an einer Spielehardware zu arbeiten. Ellsworth und einigen anderen Mitarbeitern wurde bereits im darauf folgenden Jahr wieder gekündigt. Am 18. Mai 2013 verkündete Ellsworth, dass sie mit dem ebenfalls aus der Valve Corporation ausgeschiedenen Ingenieur Rick Johnson ein Augmented-Reality-Entwicklungssystem namens castAR erfunden habe. Ihr Startup, Technical Illusions, entwickelt castAR. Ellsworth offenbarte später, dass sie heimlich daran gearbeitet hatte, in das castAR-System zusätzlich zur Augmented Reality-Dimension eine Virtual-Reality-Dimension einzubauen. Eine im Oktober 2013 zur Finanzierung des castAR-Systems gestartete Crowdfunding-Kampagne auf der Plattform Kickstarter erreichte innerhalb vom 56 Stunden ihr Ziel von 400.000 US-Dollar und endete mit 1,05 Mio. US-Dollar.

## Präsentationen
- Demo Coding with FPGAs: We Don't Need No Stinking CPUs. In: Notacon 5. 4. April 2008, abgerufen am 2. September 2014.